# Масерија Ковијело (Потенца)
Масерија Ковијело (итал. Masseria Coviello) је насеље у Италији у округу Потенца, региону Базиликата.
Према процени из 2011. у насељу је живело 20 становника. Насеље се налази на надморској висини од 1051 м.